# Moreau S. Crosby
Moreau S. Crosby (* 2. Dezember 1839 in Manchester, Ontario County, New York; † 12. September 1893 in Boston, Massachusetts) war ein US-amerikanischer Politiker. Zwischen 1881 und 1885 war er Vizegouverneur des Bundesstaates Michigan.

## Werdegang
Im Jahr 1857 kam Moreau Crosby nach Grand Rapids in Michigan. Dann studierte er bis 1863 an der University of Rochester in New York. Anschließend kehrte er nach Michigan zurück, wo er in der Immobilienbranche und im Versicherungswesen arbeitete. Gleichzeitig schlug er als Mitglied der Republikanischen Partei eine politische Laufbahn ein. Er saß im Schulausschuss der Stadt Grand Rapids und fungierte als Kurator des Kalamazoo College. Außerdem leitete er einige christliche Vereinigungen. Überdies gehörte er dem staatlichen Wohlfahrtsausschuss an.
In den Jahren 1873 und 1874 saß Crosby im Senat von Michigan. Im Jahr 1880 wurde er an der Seite von David Jerome zum Vizegouverneur seines Staates gewählt. Dieses Amt bekleidete er nach einer Wiederwahl zwischen 1881 und 1885. Dabei war er Stellvertreter des Gouverneurs und Vorsitzender des Staatssenats. Seit 1883 diente er unter dem neuen Gouverneur Josiah Begole. Im Jahr 1888 war er Ersatzdelegierter zur Republican National Convention, auf der Benjamin Harrison als Präsidentschaftskandidat nominiert wurde. Er starb am 12. September 1893 in Boston.